# 艾斯科防爆牆

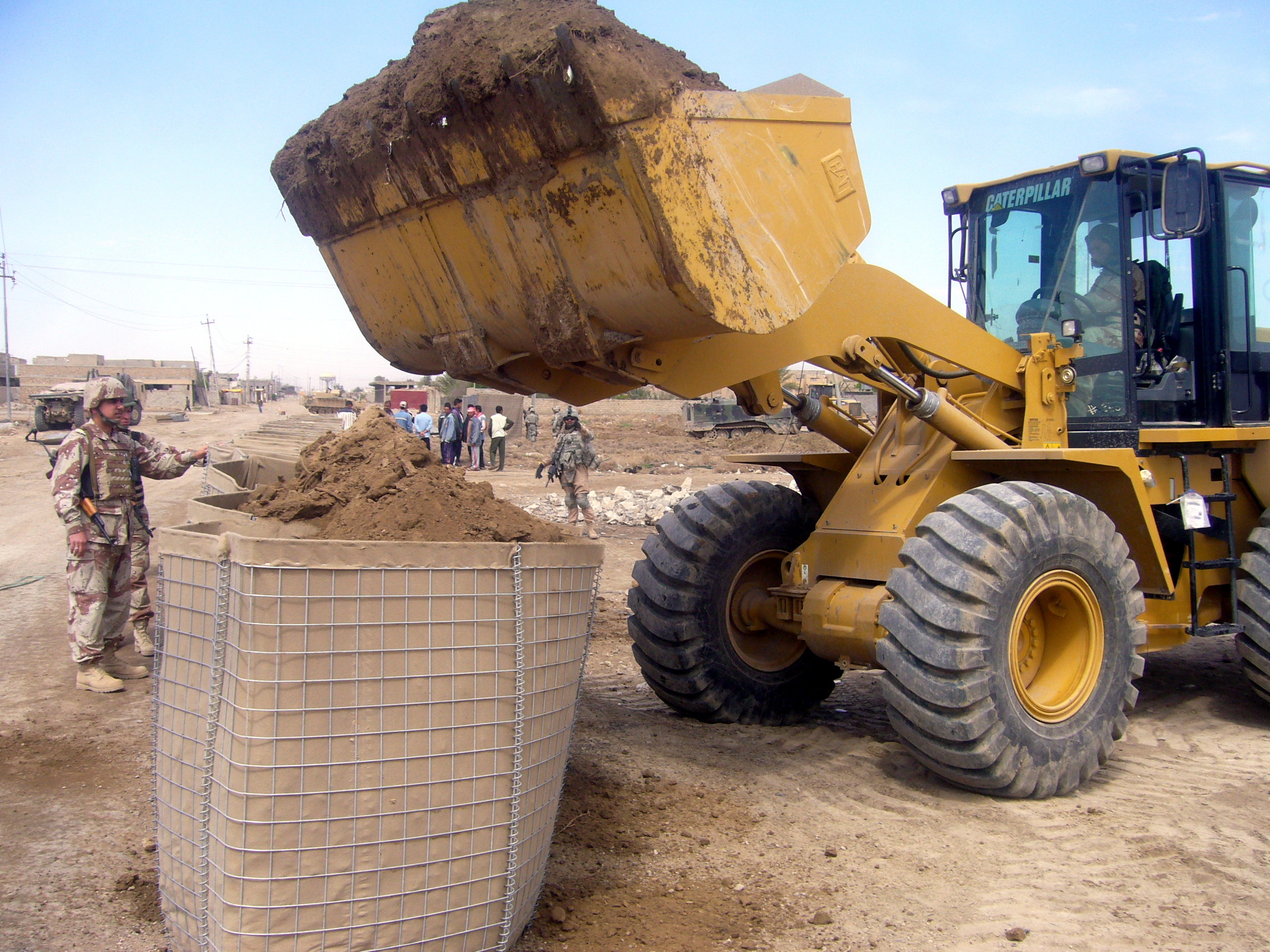
艾斯科防爆牆

艾斯科防爆牆（英語：HESCO bastion），是一款由艾斯科防爆牆公司（Hesco Bastion Ltd）製作的現代蛇籠，它由可折疊的金屬絲網容器和重型織物內襯製成，用作臨時或半永久性的堤壩或防爆牆，以抵禦小型武器射擊和/或爆炸物。它曾在伊拉克和阿富汗的反恐戰爭中使用。
它最初是設計用於海灘和沼澤的防侵蝕和防洪。

## 歷史
艾斯科防爆牆的發明人是吉米·赫塞爾登，他在1989年成立艾斯科防爆牆公司（Hesco Bastion Ltd）來製造這個產品。